# Трой Даффі
Трой Даффі (англ. Troy Duffy; 8 червня 1971, Гартфорд (Коннектикут)) — американський сценарист, режисер і актор.

## Біографія
Трой Даффі народився 8 червня 1971 року в місті Гартфорд, штат Коннектикут. Ще в старших класах школи він зацікавився музикою і створив власну групу, яка грала важкий рок в гаражі у його батьків. Відразу після закінчення школи Даффі перебрався в Лос-Анджелес в надії побудувати музичну кар'єру. У цьому місті він подружився з музикантами, з якими разом вони виступали у місцевих барах і готелях, щоб заробити на житло. 
Трой написав сценарій і після довгих років в спробах знайти спонсора і продюсера все-таки випустив свій фільм «Святі з нетрів» (1999), а потім його продовження «Святі з нетрів 2: День всіх святих» (2009). Обидва фільми стали досить успішними.